# Мартинес Видрио, Себастьян
Себастьян Мартинес Видрио (исп. Sebastián Martínez Vidrio; родился 6 января 2001) — мексиканский футболист,  нападающий клуба «Гвадалахара».

## Клубная  карьера
Уроженец Коацакоалькоса, в возрасте 13 лет Мартинес начал тренироваться в футбольной академии клуба «Гвадалахара». В октябре 2018 года был включён в список «60 лучших талантов мирового футбола» 2001 года рождения, составленный британской газетой «Гардиан». 21 февраля 2019 года дебютировал в основном составе «Гвадалахары» в матче Кубка Мексики против «Кафеталерос де Чьяпас». 3 августа 2020 года дебютировал в Лиге MX (высшем дивизионе чемпионата Мексики) против клуба «Сантос Лагуна».

## Карьера в сборной
Выступал за сборные Мексики до 15 и до 17 лет.